# 파일 이동
파일 이동은 보통 기존의 파일을 다른 곳으로 복사한 다음, 기존의 파일을 삭제하는 것을 말한다. MS-DOS에서는 move 명령어를 사용하여 움직일 수 있다. 파일을 이동하는 동안에 취소해도 기존의 원본 파일은 지워지지 않는다. 현대의 컴퓨터에서 같은 하드 디스크 파티션 안에서 파일을 다른 디렉터리로 이동하면, 직접 파일을 복사하고 삭제하는 것보다 빠르다는 장점이 있다.

## 같이 보기
- 파일 복사
- 파일 삭제